# 劉敬躬
劉敬躬（？—543年），南朝时安成郡（現今江西安福）起事领袖。

## 生平
劉敬躬本是当地望族，南梁大同八年（542年）十二月在安成郡（今江西安福）率众起事，称帝，年号永漢。攻克安成郡、庐陵郡（今江西吉安）、豫章郡（今江西南昌），次年三月被南梁豫章內史张绾、江州司馬王僧辯擊擒，斬於建康。